# Mathieu Blanc-Gilli
Pour les articles homonymes, voir Gilli.
Mathieu Blanc-Gilli (ou Blancgilly), né le 5 août 1747 à Marseille et mort dans la même ville le 18 janvier 1804, est un auteur provençal qui est député à l'Assemblée législative sous la Révolution française.

## Biographie
Avocat et négociant à Marseille, il est originaire du Gard. Avant la Révolution française, il écrit une comédie provençale « La bienfaisance de Louis XVI vo leis festos de la pax » (1783, rééditée en 1814) et un « Éloge du Capitaine Cook » (1789).
En 1789, il publie trois brochures proposant une réforme du système fiscal dont « Le requiem des fermiers généraux ou Plan de révolution dans les finances » et participe activement à l'élaboration des cahiers de doléances du tiers état de la sénéchaussée de Marseille. Il est d'ailleurs l'un des rédacteurs de leur synthèse.
En 1790, il est élu officier municipal de Marseille, administrateur des Bouches-du-Rhône et député à l'Assemblée législative.
Le 1er mai 1790, lors de la prise des forts marseillais il est délégué avec Étienne Chompré et Auguste Mossy pour récupérer les armes du fort Saint-Jean afin d'en pourvoir la garde nationale. Au cours de cette opération, Blanc-Gilli essaiera de parlementer en vain avec le major de Beausset avant que celui-ci ne soit massacré par la foule.
En décembre 1791 à l'assemblée législative, il publie des « Observations importantes sur les troubles de Saint-Domingue. Inutilité absolue des moyens qu'on prend pour les apaiser, si l'on n'améliore pas en même temps le sort des nègres esclaves, si l'on n'interdit pas aux colons les rigueurs excessives qu'ils se permettent d'exercer sur eux » où il défend l'abolition progressive de l'esclavage.
Considéré jusque-là comme un authentique patriote, Blanc-Gilli va évoluer en 1792 vers des opinions de plus en plus modérées et même royalistes. Dans sa « Lettre d'un député de l'Assemblée nationale, au département des Bouches du Rhône, au sujet de l'attentat et des désordres commis au château des Tuileries », il donne un témoignage direct de la situation à l'intérieur du château des Tuileries lors de l'invasion du palais par la foule le 20 juin 1792 et s’inquiète des menaces qui pèsent désormais sur la famille royale. Dans son « Réveil d'alarme d'un député de Marseille aux bons citoyens de Paris » du 5 juillet, il décrit le bataillon des Marseillais comme « l'écume des crimes vomie des prisons de Gênes, du Piémont, de la Sicile, de toute l'Italie enfin, de l'Espagne, de l'Archipel, de la Barbarie ». Charles Barbaroux qui dénonce Blanc-Gilli le 12 août 1792 à l'Assemblée nationale le décrit comme « successivement patriote par excès, fanatique par ignorance, royaliste par corruption ». Sa duplicité est confirmée par la découverte des documents contenus dans l'armoire de fer du château des Tuileries, comme complice de projets de contre-révolution. Accusé d'avoir communiqué au roi des lettres des Jacobins de Marseille, il est exclu de l'Assemblée nationale le 14 août et préfère alors prendre la fuite. Il finira obscurément sa vie comme commis à Marseille.